# Stanisława Walasiewicz
Stanisława Walasiewicz (Walasiewiczówna), właśc. Stefania Walasiewicz (ur. 3 kwietnia 1911 w Wierzchowni, zm. 4 grudnia 1980 w Cleveland) – polska interpłciowa lekkoatletka startująca w biegach sprinterskich i skoku w dal, mistrzyni olimpijska, wielokrotna rekordzistka świata.

## Życiorys
Walasiewicz urodziła się w Wierzchowni koło Górzna, jako córka Juliana i Weroniki z Uścińskich (według innych źródeł Ucińskich) Walasiewiczów. Została ochrzczona w kościele parafialnym jako Stefania Walasiewicz. Jej rodzina wyemigrowała do Stanów Zjednoczonych, gdy dziewczynka miała 14 miesięcy. Rejs statkiem, którym przyszła sportsmenka płynęła z matką z Bremy do Baltimore, rozpoczął się 13 czerwca 1912. Rodzina Walasiewiczów osiadła w Cleveland. W Stanach używała zazwyczaj imienia i nazwiska Stella Walsh.
Już jako nastolatka wykazywała uzdolnienia w biegach i startowała w zawodach lekkoatletycznych dla juniorów. Starała się po raz pierwszy o wyjazd na igrzyska olimpijskie w 1928, ale nie mogła tam wystartować, gdyż nie miała obywatelstwa amerykańskiego. Sukces Haliny Konopackiej zdopingował ją do dalszego wysiłku. Zaczęła ćwiczyć w polonijnym ognisku Towarzystwa Gimnastycznego „Sokół”. Przyjechała do Polski i trenowała w Warszawie. Reprezentowała kluby warszawskie: Sokół-Grażyna (1929–1934) oraz Warszawianka (1935–1939).
Przed igrzyskami w 1932, które miały się odbyć w Los Angeles, amerykańska federacja lekkoatletyczna, licząc na jej niemal pewny medal, zaproponowała Polce obywatelstwo. Ta jednak w ostatniej chwili odrzuciła propozycję i zdecydowała się reprezentować kraj swojego pochodzenia, co spotkało się z negatywną reakcją mediów w USA. Na olimpiadzie okazała się najszybszą biegaczką na 100 metrów, wyrównała rekord świata czasem 11,9 s i zdobyła złoty medal olimpijski. Tego samego dnia zajęła 6. miejsce w rzucie dyskiem. Na igrzyskach w 1936 w Berlinie na swoim koronnym dystansie musiała uznać wyższość Helen Stephens. Sama sportsmenka była niezadowolona ze srebrnego medalu.
Walasiewicz odniosła wielki sukces podczas mistrzostw Europy z 1938, kiedy to po raz pierwszy w zawodach uczestniczyły kobiety. Zdobyła tam dwa złote (100 metrów i 200 metrów) i 2 srebrne medale (skok w dal i sztafeta 4 × 100 metrów). Wywalczyła też siedem medali Światowych Igrzysk Kobiecych (1930, 1934), w tym cztery złote w biegach sprinterskich.
W czasie swojej kariery 14 razy poprawiała rekordy świata, doprowadzając je do wyników: 6,4 s na dystansie 50 metrów (1933); 7,3 s na 60 metrów (1933, wyrównany w 1936); 9,8 na 80 m (1933); 11,6 s na 100 metrów (1937); 23,6 s na 200 metrów (1935); 24,3 na 220 jardów oraz 3:02.5 na 1000 metrów (1933). Wyniki lepsze od oficjalnego rekordu świata uzyskiwała również w skoku w dal.
W latach 1933–1946 była 24-krotną mistrzynią Polski na 60 m, 100 m, 200 m, 80 m ppł., skoku w dal, skoku w dal z miejsca, rzucie oszczepem, 3-boju, 5-boju oraz 54-krotną rekordzistką Polski. W barwach Polski wystąpiła jeszcze podczas mistrzostw Europy w Oslo (1946), jednak już bez sukcesów.
Na początku września 1936 dokonała ujęcia złodzieja Chaima Miodownika usiłującego ją okraść na placu Unii Lubelskiej w Warszawie.
Pod koniec lat 30. Walasiewiczówna powróciła do Stanów, gdzie startowała i wielokrotnie wygrywała amerykańskie mistrzostwa, mimo że nadal nie była oficjalnie obywatelką tego kraju. W 1956 Międzynarodowy Komitet Olimpijski zezwolił na start w igrzyskach olimpijskich zawodniczek, które zmieniły obywatelstwo w wyniku zawarcia związku małżeńskiego. Chcąc wystartować w Letnich Igrzyskach Olimpijskich 1956 Walasiewicz w sierpniu 1956 w Las Vegas wyszła za mąż za boksera Harry’ego Neila Olsona. Dzięki temu uzyskała obywatelstwo amerykańskie jako Stella Walsh Olson. Małżeństwo rozpadło się po ośmiu tygodniach. Po zakończeniu kariery sportowej była trenerką w USA, działaczką polonijną, współpracownicą PKOl.
4 grudnia 1980 na parkingu przy dyskoncie w południowo-wschodniej części Cleveland Walasiewicz została napadnięta przez Donalda Cassidy’ego i Ricka Clarka, którzy chcieli ją obrabować. Walasiewicz próbowała odebrać Cassidy’emu pistolet, ale ten strzelił do niej. Rana okazała się śmiertelna. Walasiewicz zmarła po przewiezieniu do szpitala. 9 grudnia została pochowana na Calvary Cemetery w Cleveland. W tym mieście do dziś działa centrum sportowe nazwane jej imieniem.
Należała do najpopularniejszych polskich sportowców okresu międzywojennego. Czterokrotnie zwyciężała w Plebiscycie Przeglądu Sportowego: w 1930, 1932, 1933 i 1934 r. Zajmowała ponadto miejsca w dziesiątce Plebiscytu w 1929, 1935, 1936, 1937 i 1938 r. Była również laureatką Wielkiej Honorowej Nagrody Sportowej (1932 i 1933). W 1937 otrzymała coroczną nagrodę Polskiego Związku Lekkiej Atletyki za najlepsze wyniki.

## Ordery i odznaczenia
- Złoty Krzyż Zasługi (dwukrotnie: 8 września 1932)[18], 31 października 1946[19]
- Srebrny Krzyż Zasługi (19 marca 1931)[20]

## Kwestia płci
Walasiewicz zmarła 4 grudnia 1980 po postrzeleniu przez napastnika, któremu próbowała odebrać pistolet. Zgodnie z amerykańskim prawem dotyczącym zgonów nienaturalnych, ciało zostało poddane sekcji zwłok. Okazało się, że w rzeczywistości sportsmenka była osobą interpłciową, to znaczy posiadała żeńskie i męskie narządy płciowe (jednak nie w pełni rozwinięte). Badania genetyczne wykazały, że miała też chromosom Y. Wówczas rozpoczęła się dyskusja, czy nie należy odebrać Walasiewicz jej rekordów i medali. Jednak taka decyzja nie została podjęta, a zarówno Międzynarodowy Komitet Olimpijski, jak i Międzynarodowa Federacja Lekkiej Atletyki (IAAF) nigdy oficjalnie nie odniosły się do tej sprawy.

## Najważniejsze osiągnięcia

### Igrzyska olimpijskie
- 1932:  1. miejsce – 100 m, 11,9
- 1932: 6. miejsce – rzut dyskiem, 33,60
- 1936:  2. miejsce – 100 m, 11,7

### Światowe igrzyska kobiet
- 1930:  1. miejsce – 60 m, 7,7 s
- 1930:  1. miejsce – 100 m, 12,5 s
- 1930:  1. miejsce – 200 m, 25,7 s
- 1930:  3. miejsce – 4 × 100 m, 50,8 s
- 1930: 8. miejsce – rzut oszczepem, 30,24 m
- 1934:  1. miejsce – 60 m, 7,6 s
- 1934:  2. miejsce – 100 m, 11,9 s
- 1934:  2. miejsce – 200 m, 25,0 s

### Mistrzostwa Europy
- 1938:  1. miejsce – 100 m, 11,9 s
- 1938:  1. miejsce – 200 m, 23,8 s
- 1938:  2. miejsce – 4 × 100 m, 48,2 s
- 1938:  2. miejsce – skok w dal, 5,81 m
- 1938: 6. miejsce – rzut oszczepem, 36,33 m
- 1946: 6. miejsce – 4 × 100 m, 50,6

### Akademickie mistrzostwa świata
- 1935:  1. miejsce – 100 m, 12,0 s
- 1935:  1. miejsce – 400 m, 57,6 s
- 1935:  1. miejsce – skok w dal, 5,73 m
- 1935:  3. miejsce – 4 × 100 m, 51,3 s
- 1935:  3. miejsce – rzut dyskiem, 34,81 m

## Rekordy życiowe
- 60 m – 7,3 s (1933)
- 100 m – 11,6 s (1936)
- 200 m – 23,6 s (1935)
- 400 m – 57,6 s (1935)
- 800 m – 2:18,3 (1931) m:s
- 1000 m – 3:02,5 (1933) m:s
- 80 m pł – 12,9 s (1938)
- skok w dal – 6,12 m (1939)
- skok wzwyż – 1,49 m (1938)
- pchnięcie kulą – 11,32 m (1936)
- rzut dyskiem – 38,99 m (1930)
- rzut oszczepem – 38,94 m (1938)